# Junco de Guadalupe
El junco de Guadalupe (Junco insularis) és un ocell de la família dels passerèl·lids (Passerellidae) endèmic de l'illa Guadalupe (280 km a l'oest de Baixa Califòrnia, Mèxic) on abans era comú i dels ocells més abundants de l'illa. Ara es distribueix de manera irregular al nord de l'illa.
Antany era considerat una subespècie de Junco hyemalis però avui es considera una espècie diferent, arran de treballs com ara Aleixandre et al. 2013.
Tot i aquest treball, la separació no es fonamenta en el conjunt de dades moleculars que es basen només en l'ADNmt de mostres de sang no acreditades. De la mateixa manera, les dades morfològiques es basen en mesures preses en ocells vius que van ser alliberats després de la captura, impedint qualsevol replicació d'aquestes dades. També manquen experiments de reproducció, que haurien estat relativament fàcil de realitzar mentre es feia treball de camp a l'illa. Aquests conjunt de dades preses individualment serien insuficients per donar suport al reconeixement com a espècie. Tanmateix, juntes avalen aquest canvi (distinció genètica, vocalitzacions molt diferents, divergència morfològica) sobretot quan es comparen J. hyemalis i J. phaeonotus que ja es consideren espècies separades.

## Descripció
El cap és de to gris opac, el bec és gris i les parts inferiors són d'un to marró clar. Les ales i cua són negroses, si bé les plomes de la cua posseeixen vores blanques. El ventre és blanc amb una franja rufa a l'extrem de les ales. El reclam és un fort i agut «sik» i una llarga sèrie de crits breus.

## Hàbitat
L'espècie habita principalment en arbredes de xiprers Cupressus guadalupensis de l'illa de Guadalupe. Cap al 1900, no hi havia distinció pel que fa a l'hàbitat on es reproduïa i s'alimentava per tota l'illa. Un exemple de la capacitat d'adaptació d'aquesta espècie és el fet que en l'actualitat uns pocs exemplars es reprodueixen a la zona costanera sobre arbusts no nadius de tabac Nicotiana glauca.
L'espècie ha estat amenaçada pel pasturatge extremadament intens de les cabres. La part més gran de bosc de xiprers que queda a l'illa de Guadalupe tenia uns 3 km de llargada l'any 1971, però només uns 1 km l'any 1988. Presumiblement, les zones forestals més petites experimenten una pastura intensa similar, la qual cosa condueix a una manca total de regeneració. Els gats salvatges eren comuns l'any 1988 i presumiblement s'alimenten d'aquesta espècie. El nombre ha augmentat en els últims anys a causa de la gestió de l'hàbitat i la matança de cabres.
La temporada de reproducció va de febrer a juny. Pon de tres a quatre ous en un niu en forma de tassa massissa, construïda amb tiges de pastura seca i el situa en una depressió en el terreny o en les branques baixes d'algun arbre. Els ous són de color verdós blanquinós amb pintes vermelloses-marrones. Si hi ha aliment abundant, aparentment l'espècie aconsegueix tenir dos cicles reproductius per any.

## Declivi fins a gairebé l'extinció
Aquest ocell abans era abundant, però ara només es creu que sobreviuen entre 50 i 100 ocells adults, sobretot a la part nord de l'illa. Les cabres domèstiques (Capra hircus), que es van introduir a l'illa per proporcionar aliment als pescadors i per posar en marxa una planta de conserves de carn a principis del segle XIX, es van fer salvatges, es van multiplicar i la van envair a finals del segle XIX, amb més de quatre cabres. per hectàrea present al voltant de la dècada de 1870. Els gats domèstics (Felis catus), que van ser introduïts a l'illa a continuació, també es van convertir en salvatges, es van multiplicar i van envair-la i, com l'hàbitat va ser destruït per les cabres salvatges, la fauna endèmica va ser destruïda pels gats salvatges. El 1897, Kaeding va trobar que el junco de Guadalupe era "abundant", però que ja estava disminuint a causa de la depredació del gat salvatge. Anthony va resumir 10 anys de visites ocasionals l'any 1901 assenyalant que "... els nombre de juncos van disminuint lenta però inexorablement." Va culpar la interacció de les cabres salvatges que destruïen l'hàbitat i els gats salvatges que depredaven els mateixos ocells.
Wilmot W. Brown Jr., H. W. Marsden i Ignacio Oroso van estudiar Guadalupe al llarg de maig i juny de 1906 i van recollir nombrosos exemplars d'ocells per al Museu Thayer, entre aquests una "gran sèrie" del junco de Guadalupe. Van trobar el junco de Guadalupe "força abundant", però, malgrat les depredacions dels gats salvatges, encara "un ocell molt mans i confiat", és a dir, incaut pels depredadors.
Les cabres salvatges van ser extirpades de l'illa l'any 2006 pel Grup d'Ecologia i Conservació de les Illes i Island Conservation, permetent una regeneració espectacular de la flora autòctona. L'illa va ser recentment protegida com a reserva de la biosfera, de nou pels grups anteriorment citats. A mesura que l'hàbitat es va regenerant i, sobretot, si es du a terme la contenció (com a mínim) o l'extirpació (com a màxim) planificada dels gats salvatges, els juncos de Guadalupe segurament trobaran llocs de reproducció i alimentació més segurs. De fet, el futur del junco de Guadalupe és més esperançador que durant el segle XX tot i que encara està catalogat com a prop de l'extinció i podria extingir-se per qualsevol esdeveniment atzarós, com una tempesta violenta o una malaltia exògena. A la Llista Vermella de la UICN, està classificat com a “En perill” d'extinció.